# Miguel António do Carmo de Noronha de Paiva Couceiro

Brasão dos Condes de Paraty.

Miguel António do Carmo de Noronha de Paiva Couceiro (Cascais, Cascais, 27 de agosto de 1909 — Lisboa, 24 de junho de 1979) foi um militar e administrador colonial português que, entre outras funções, foi governador de Diu. Na vida civil foi industrial (fabricação de açúcar de cana), dirigiu a Companhia Colonial do Búzi em Moçambique e fundou a Açucareira de Moçambique. É também autor de obras de carácter histórico, heráldico e genealógico.

## Biografia
Nasceu em Cascais em 27 de Agosto de 1909, faleceu em Lisboa em 24 de Junho de 1979, filho de Henrique Mitchell de Paiva Couceiro e de D. Júlia Maria do Carmo de Noronha, filha de D. Miguel Aleixo António do Carmo de Noronha, 3.º Conde de Paraty e de D.Isabel de Sousa Botelho Mourão e Vasconcelos, filha dos segundos condes de Vila Real. Foi o 4.º Conde de Parati, sucedendo a sua mãe. 
Após a implantação da República, em 5 de Outubro de 1910, partiu para o exílio com seu pai Henrique Mitchell de Paiva Couceiro e família. Esteve primeiro em Espanha, frequentando a partir de 1919 e até 1923 o Colégio dos Maristas - Collegio del Sagrado Corazón -  sendo premiado em todos os anos com "Matrículas de Honor". O exílio de seu Pai levou-o depois para França. Voltando à pátria, com 14 anos, tirou o curso dos liceus em 4 anos e entrou na Escola Militar, sendo promovido a Alferes da Arma de Cavalaria a 1 de Novembro de 1932.
Prestou serviço em Cavalaria 7 e em Lanceiros 2, em Lisboa, sendo promovido a Tenente a 1 de Dezembro de 1936. De 15 de Setembro de 1936 a Dezembro de 1938 desempenhou as funções de Chefe da Repartição Militar das Forças Militares da extinta Companhia de Moçambique, com sede na Beira. Deixou este posto a 19 de Novembro de 1938 devido a um desastre de viação que o forçou a quase 1 ano de estadia em Paris aonde foi submetido a delicadas operações cirúrgicas. Foi reintegrado em Cavalaria 2 a 30 de Setembro de 1939, passando para Cavalaria 1 a 31 de Março de 1943. A 20 de Março de 1943 foi promovido a capitão e voltou a passar por Cavalaria 2 e 5 até ser colocado ao serviço do Ministério das Colónias a 1 de Outubro de 1948.
Foi nomeado Governador de Diu por Portaria Ministerial de 9 de Agosto de 1948. Desentendido com o então Governador do Estado da Índia, Almirante Quintanilha, deixou o Governo de Diu a 31 de Julho de 1950. Foi nomeado Curador Interino dos Indígenas em Johanesburgo a 19 de Outubro de 1950. A seu pedido foi colocado na situação de reserva por Portaria de 30 de Outubro de 1953. 
Tendo então passado à vida civil, foi nomeado Director da Companhia Colonial do Búzi em Sofala, Moçambique, que deixou em 1959.
Casou em Lisboa em 8 de Agosto de 1936 com Maria Teresa de Jesus de Gusmão Corrêa Arouca, filha de Simão de Gusmão Corrêa Arouca, ajudante do Procurador Geral da Coroa, e de sua mulher D. Maria Luísa Ulrich, de quem teve 4 filhos.
Uniu-se, segundo o rito protestante, em 21 de Janeiro de 1959, na Igreja Escocesa de Santo André, em Colombo (Ceilão), à Senhora D. Carol Talib-ud-din, nascida em 9 de Fevereiro de 1908, no Panjabe, Estado islâmico da península Hindustânica, formada em Letras pela Universidade de Lahore, capital daquele Estado. De  ascendência muçulmana, é neta do mulah da aldeia de Gigrão. Seu pai, Talib-ud-din, que em urdu significa “o que procura a fé”, abandonou a crença islamita e converteu-se ao cristianismo; foi o primeiro moderador eleito da Igreja Presbiteriana Americana da Índia. (In Separata de “A Arte do  Ex-Libris”, Braga – 1970). Não houve filhos desta união.

## Filhos
- D. Henrique António do Carmo de Noronha de Paiva Couceiro, 5.º Conde de Paraty (1939 -1999)
- D. Pedro António do Carmo de Noronha de Paiva Couceiro (1941-1990)
- D. Miguel Luíz António do Carmo de Noronha de Paiva Couceiro (1944 - 2023)
- D. Nuno Álvares António do Carmo de Noronha de Paiva Couceiro (1945)

## Governador de Diu
Nessa praça Portuguesa, considerada então "...o mais arriscado posto do Império Portugues...", cedo impôs as suas imensas qualidades, apreciadas não só pelos habitantes mas também pelos vizinhos Indianos com quem reatou excelentes relações num período crítico desse grande País, que acabava de tornar-se independente da Coroa Britânica.

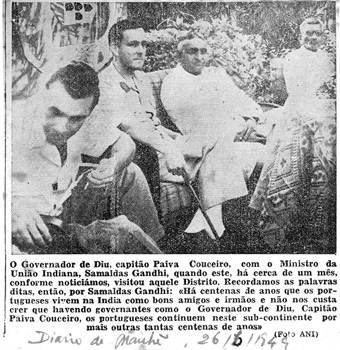
Visita de Samaldas Gandhi – Diu.

Em 1949, após uma das visitas a Diu do Ministro Indiano Samaldas Gandhi, sobrinho do Mahatma, a imprensa local - Comércio de Vieira de 10 de Julho de 1949, transcrição de uma notícia publicada no Diário de Notícias – dizia, citando esse Ministro, « os Portugueses, que vivem na Índia como bons amigos e irmãos dos Indianos, há centenas de anos, continuarão na Península Hindustânica outras tantas centenas de anos, desde que os seus governantes na Índia sejam como o actual governador de Diu, Sr. Capitão D. Miguel de Paiva Couceiro, acerca de cuja acção traçou o mais rasgado elogio ».

O mesmo Diário de Notícias citava, a 10 de Outubro de 1949, um artigo publicado no Blitz Newsmagazine da União Indiana em que se dizia que D. Miguel de Paiva Couceiro aí era « já hoje conhecido, quer em Diu, quer em Junagadh, capital do Estado de Saurashtra, vizinho de Diu, pelo Mountbatten Português ou Mountbatten de Diu, em virtude da sua popularidade e da boa vontade que demonstra nos seus contactos com os Indianos ».

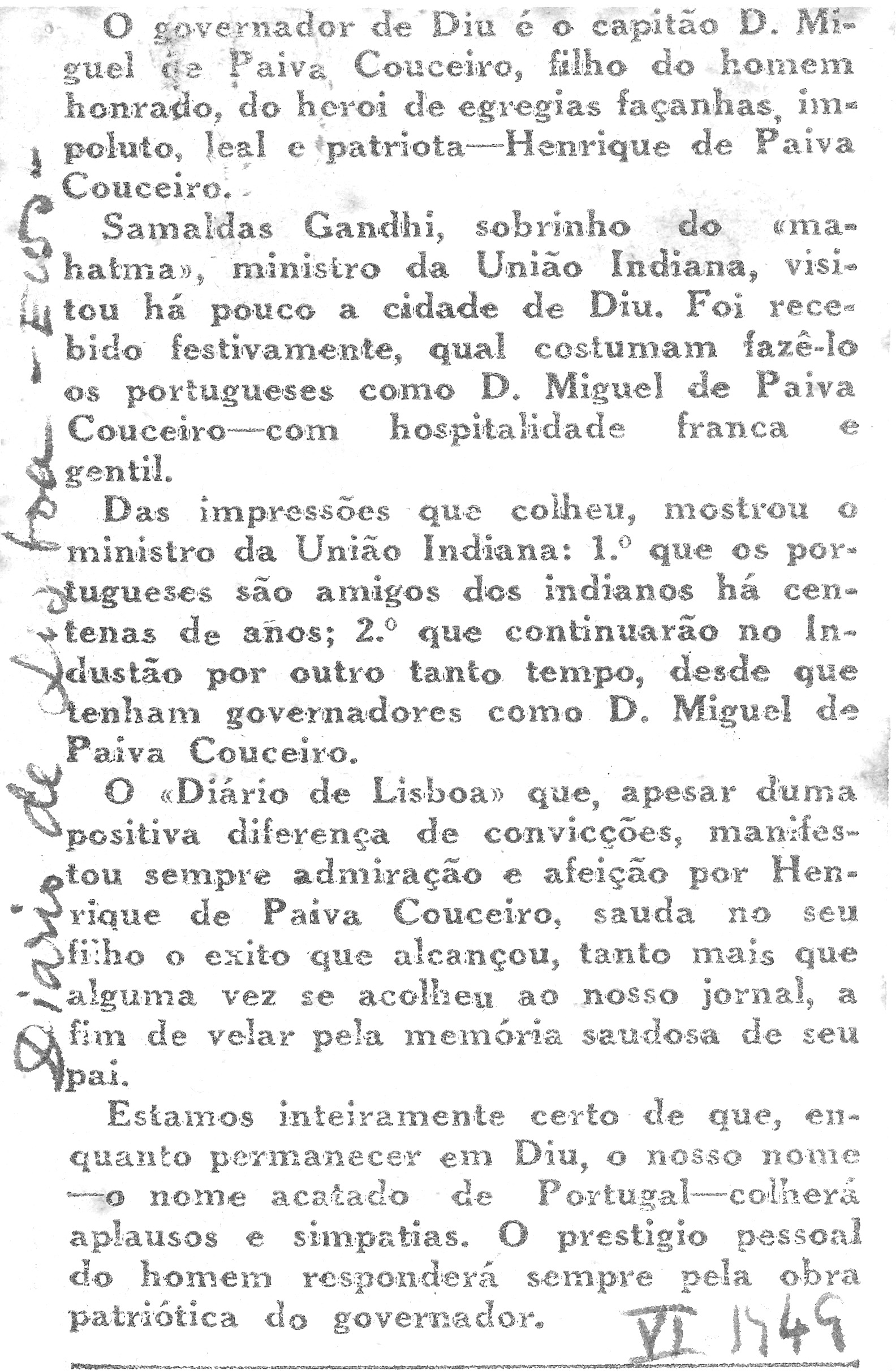
Diário de Lisboa.

Durante o seu curto Governo, D. Miguel – como alguém disse – ressuscitou Diu, negociou com a vizinha União Indiana, procedeu a uma série de acções e tomou decisões que melhoraram muito significativamente a vida na Província, como por exemplo:

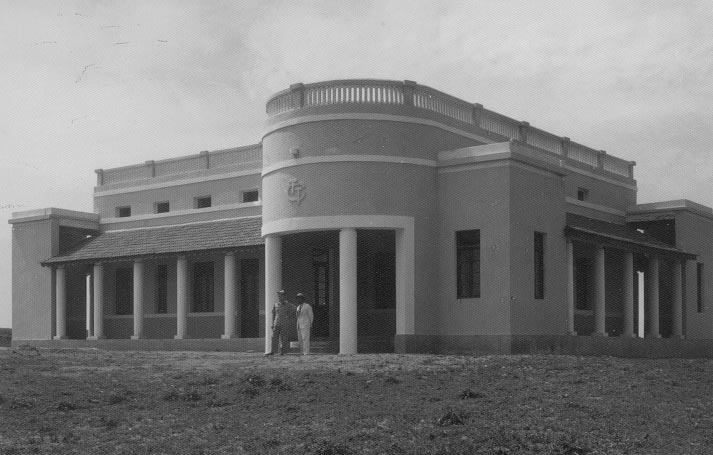
O novo Edifício dos Correios - Diu.

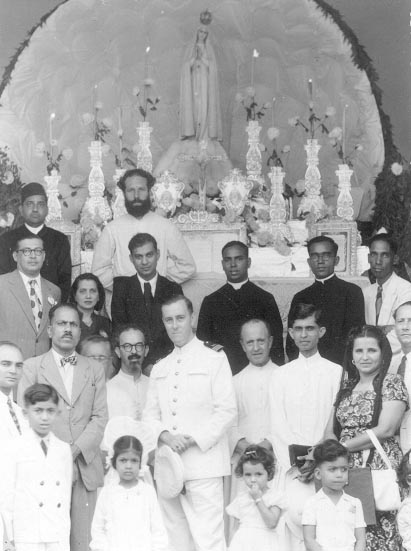
Visita da imagem de Nossa Senhora de Fátima a Diu.

- Reduziu os impostos que a população pagava sobre as importações da Índia
- Melhorou as condições sanitárias locais
- Fundou a primeira estação de rádio na Índia Portuguesa
- Mandou construir um Novo Hospital (in "O Heraldo" 20/1/1950)
- Promoveu a instalação, em Diu, duma delegação da Obra de Protecção à Mulher (in "O Heraldo" 24/1/1950)
- Construiu um centro médico
- Desenvolveu a horticultura
- Incrementou o combate à malária e conseguiu erradicar a cólera
- Fundou a Biblioteca Norotom Mulgi e Revam Bai
- Coordenou a recuperação e restauração de numerosas obras de arte que estavam esquecidas, muitas das quais nas ruínas do Palácio
- Fundou uma High School dirigida por Jesuítas Espanhóis no edifício « São Paulo »
- Renovou completamente a infra-estrutura de fornecimento de energia eléctrica
- Mandou construir uma estrada asfaltada entre Gogola e a Índia
- Criou bolsas de estudo para os estudantes de Diu
- Restabeleceu o transporte marítimo entre Diu e Bombaim
- Construiu novas instalações para os Correios
- Restabeleceu a circulação de viaturas entre Una e Diu
- Restabeleceu o aprovisionamento de carne de vaca, que estava interrompido havia 2 anos
- Restabeleceu o aprovisionamento em água potável, abandonado há 40 anos

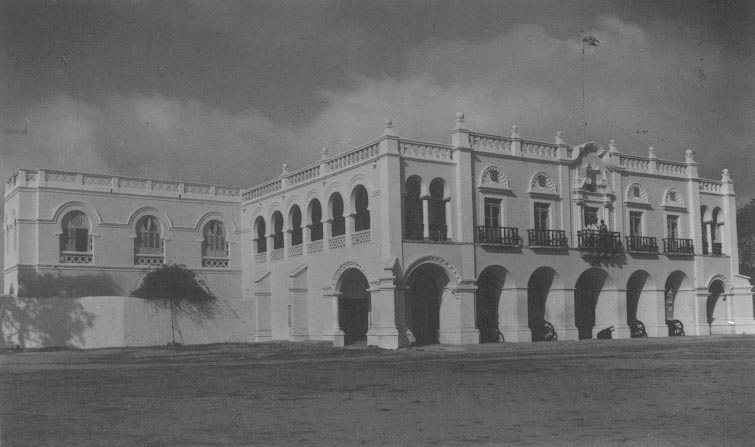
Palácio do Governador - Diu - 1949.

D. Miguel fez também proceder à restauração do Palácio do Governador, uma pequena maravilha da arquitectura Indo-Portuguesa, considerado como o único palácio da Índia Portuguesa. Dizia o jornal "Anglo-Lusitano" de 24/6/1950: "Com fachada do Século XVII, encimando os brazões dos valorosos heróis de Diu, Nuno da Cunha, António da Silveira, D. João de Mascarenhas e D. João de Castro, todo o mobiliário artistico característico de estilo indo-portugues, os interiores e principalmente a "Sala de Parvati", enriquecidos com pedra e madeira lavrada".

### Rua D. Miguel
8 anos depois de D. Miguel ter deixado o Governo de Diu, a Câmara Municipal de Diu, na sessão ordinária de 31 de Julho de 1958, assunto n.º 5, decidiu designar uma rua de Diu "Rua D. Miguel de Noronha de Paiva Couceiro". Trata-se do troço entre a Avenida António de Silveira, que se dirige à Sé Matriz, e a Rua D. João de Castro. Diz essa acta: "A Câmara ... concordou por unanimidade ... designar essa parte da rua com o nome do inesquecível e grande Governador que Diu teve a dita de possuir".

### Extractos das imprensas Portuguesa e Indiana
- In "The Atom" de 3/5/1950: "...As and when Salazar starts his direct negotiations for an amicable settlement with India, sweeping changes will take place in Portuguese India administration. The present Governor-General and his associates are expected to be removed, and the Governor of Diu, who now serves under the Governor-General, is said to be the likely successor. Known as the Mountbatten of Diu, young and dashing Captain Dom Miguel de Noronha de Paiva Couceiro has created, according to reliable sources here, a good impression in Indian circles. Like Lord Mountbatten, a cousin of the British King, Captain Dom Miguel is also a wealthy scion of the old Portuguese Royal family".

- In "Diário Popular", Lisboa 19/5/1950: "O povo de Diu dispensou calorosa manifestação de simpatia ao sr. Capitão Paiva Couceiro, ao mesmo tempo que lhe pediu que não abandonasse o governo do distrito. Uma comissão enviou ao comandante Quintanilha, governador geral do Estado da Índia, o seguinte telegrama: O povo de Diu, vivendo uma época de paz, de prosperidade e de progresso, graças ao governador Miguel de Paiva Couceiro, recebeu em sobressalto a inesperada notícia de que era sua intenção deixar a chefia do distrito. Muitas pessoas ocorreram hoje ao Palácio pedindo ao governador o sacrifício de continuar e suplicando-lhe que desista do seu intento. Rogamos máximo interesse junto do Governo da Metrópole, no sentido de conseguir que o sr. Capitão Paiva Couceiro continui na Índia, onde tanto prestigia Portugal".

- In "Anglo-Lusitano" de 24/6/1950: "Sabe-se que foi promovido a Governador da Província de Moçambique SExa o Governador do Distrito, Capitão Paiva Couceiro".

- In "BLITZ", Bombaim 27/7/1950: "...if one day the Portuguese decide to change their present aggressive attitude towards India and desire to come to an amicable settlement, like the French (Pondichery), then Dom Miguel will be a natural choice as the Governor-General of Portuguese India".

## África do Sul
Em 31/8/1950 é nomeado Curador  dos Indígenas em Joanesburgo, África do Sul, posto que ocupa até 1953, ano em que deixa a carreira militar.

## Moçambique
Em 1953 é nomeado Director da Companhia Colonial do Búzi, em Moçambique, começando aí a sua nova carreira de administrador de empresas de fabricação de açúcar de cana. 
Aberto às novas técnicas, sempre à procura de sistemas inovadores, introduz em Moçambique, pela primeira vez, o conceito de « plantador – canavieiro ».  Neste sistema o canavieiro « recebe » terrenos, equipamento, formação, alojamento, sustento se necessário e suporte técnico e logístico da companhia e vende a cana produzida exclusivamente à mesma, o que lhe permite de reembolsar rapidamente o investimento inicial.

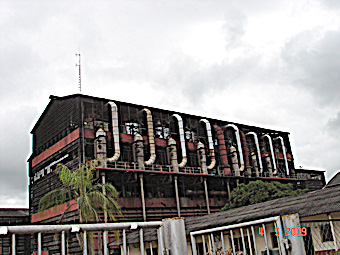
Açucareira de Moçambique - a fábrica em 2009.

Em 1970 funda a Açucareira de Moçambique, instalada em Mafambisse, então a maior fábrica de açúcar de cana da África Austral.
Deixa Moçambique em 1975, instala-se em Londres como Administrador da Representação da Açucareira de Moçambique, e volta em 1976 para Lisboa, onde é nomeado Director do departamento de Heráldica Militar do Museu Militar, e aí vem a falecer em 1979.

## Cavaleiro, fidalgo e escritor

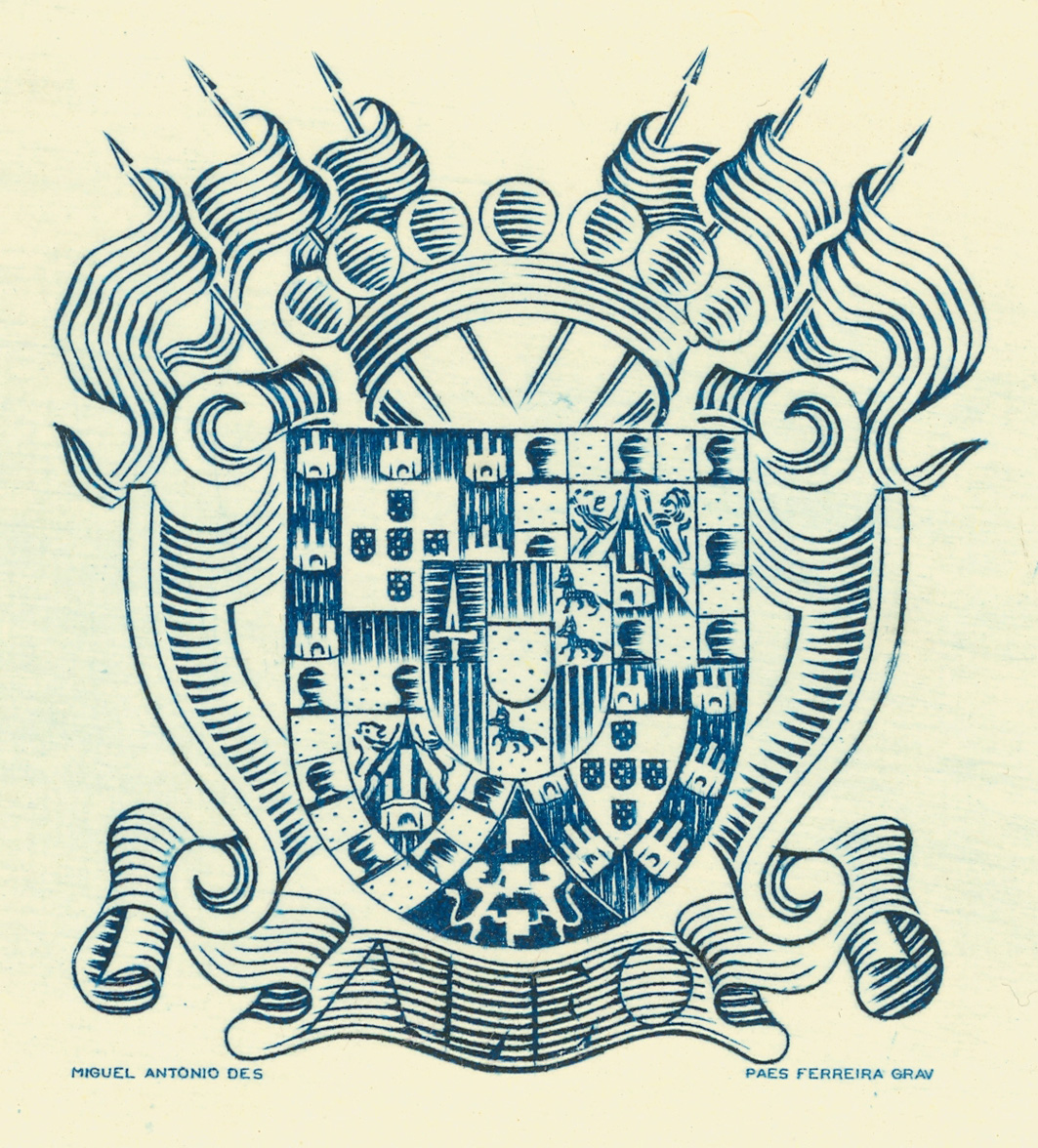
Ex-libris Conde de Parati.

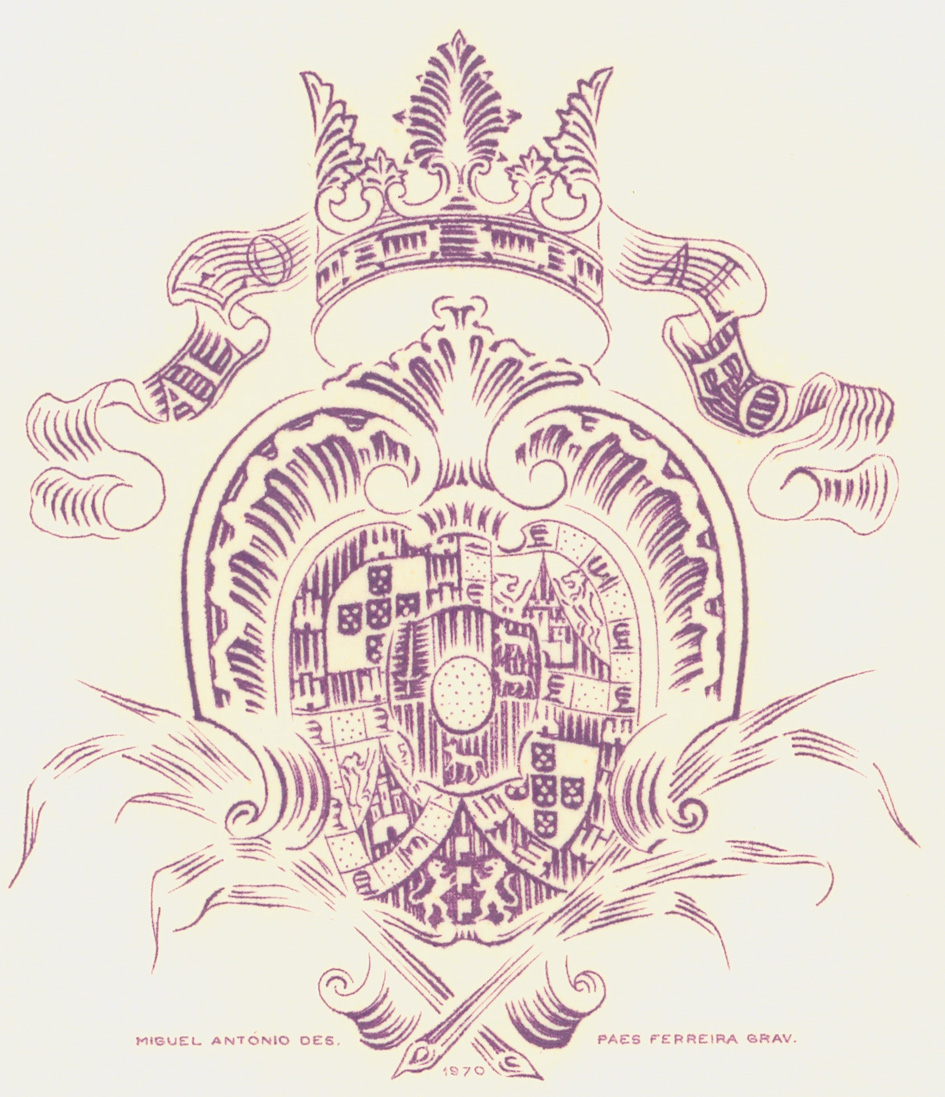
Ex-libris Conde de Parati.

Como dizia Fernando Meirelles Cameira após a sua morte, D. Miguel foi « Cavaleiro, Fidalgo, Escritor, Genealogista, Governador de Diu, Heraldista, criador de ex-líbris, desenhador exímio ».

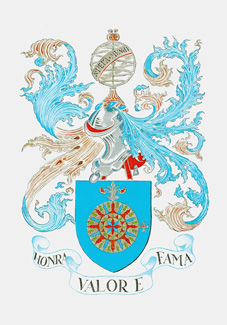
Brasão de armas – Serviço Cartográfico do Exército.

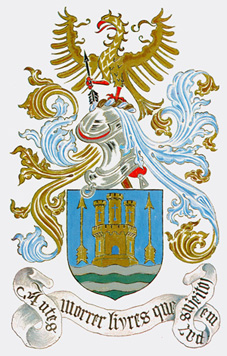
Brasão de armas – Regimento de Infantaria de Angra do Heroísmo.

Certamente um dos maiores genealogistas e heraldistas portugueses, desenhou mais de trinta ex-líbris, muitos deles gravados por António Paes Ferreira, outro grande artista. Desenhou igualmente brasões de armas de vários regimentos militares.

## O seu primeiro Ex-libris a cores

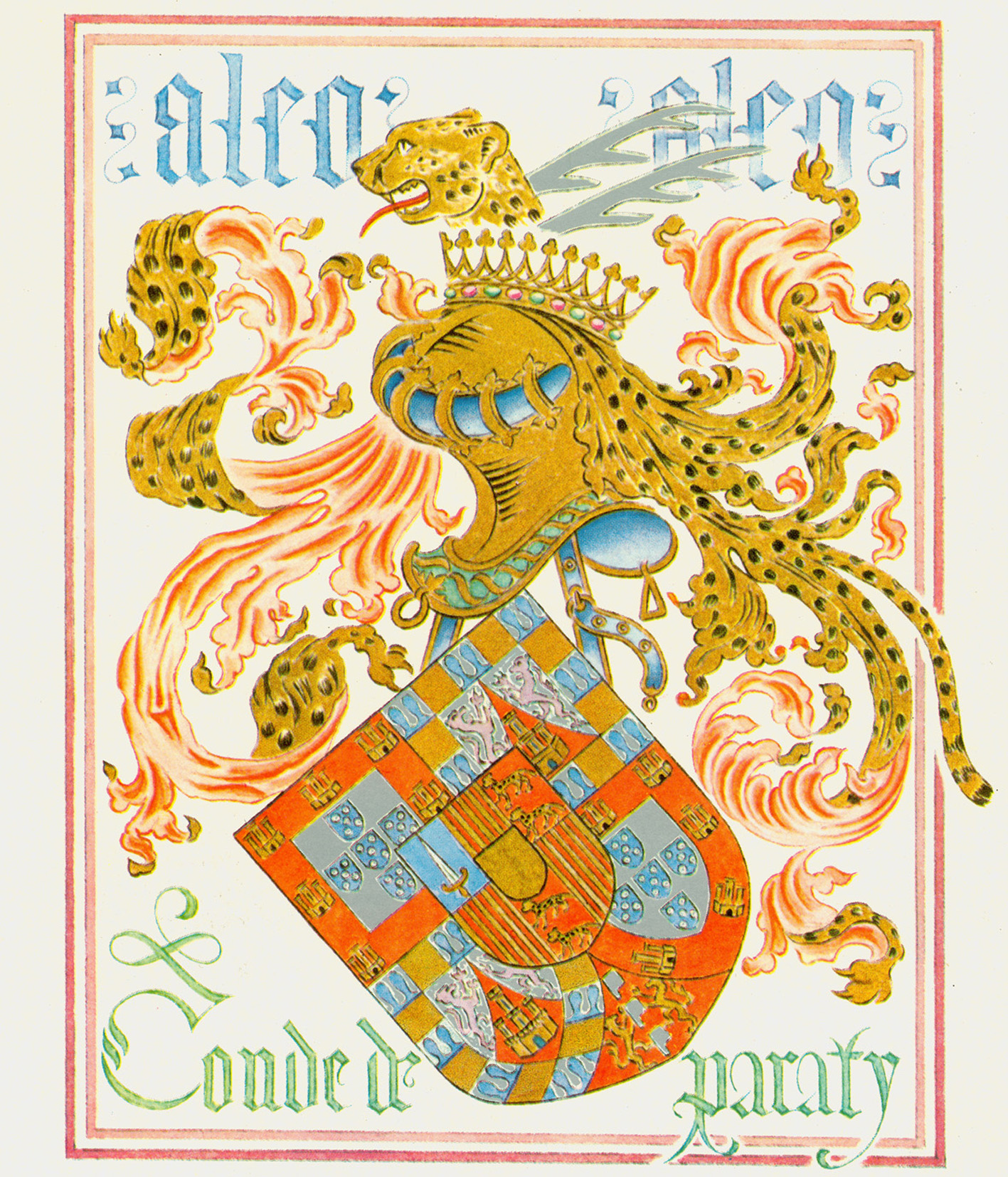
Ex-libris Conde de Parati.

O autor explica, em "A Arte do Ex-libris", o seu primeiro ex-libris a cores:
O ex-líbris que aqui apresento aos meus Confrades não foi desenhado para esse efeito. Pretendi, apenas, ilustrar a minha tese sobre as armas do 1.º Conde de Vila Real, que foi objecto do meu estudo publicado em "Armas e Troféus" (n.º 1, 2 e 3 do Tomo X, 1969), e depois em separata, sob o titulo de "As Armas Africanas de D. Pedro de Meneses". 
Nesse meu trabalho analisei as armas assumidas por D. Pedro de Meneses conforme estão iluminadas no Contrato de casamento de sua filha maior e herdeira, D. Brites de Meneses, com D. Fernando de Noronha, datado de Ceuta a 8 de Março de 1431. 
Este documento, além do seu interesse intrínseco, detém o muito honroso mérito de ser a mais antiga iluminura heráldica em Portugal. 
D. Fernando de Noronha, "juris uxoris", deve ter sobreposto as armas de sua mulher às suas próprias, dando origem ao compósito escudo da Casa de Vila Real. Desta o herdaram os Condes de Valadares, de que são ramo segundogénito os Condes de Paraty. A rigor, deviam estes ter introduzido uma "diferença" no escudo da Casa de Vila Real, mas não o fizeram até que eu introduzi, embutindo em ponta as armas dos Couceiros, da minha varonia. Arranjo heráldico concebido pelo meu amigo, Dr. Carlos da Silva Lopes, um dos nossos maiores heraldistas. 
Este é o escudo debuxado no que se tornou meu ex-libris, feitas as alterações ao escudo sobreposto ao todo em conformidade com a minha interpretação do documento de 1431. Também obedecendo a esta, o timbre e o paquife, são constituídos essencialmente por uma cabeça de onça (ou "cheetah", como os ingleses grafam o vocábulo indiano) e sua pele, que foram desenhados naturalisticamente, e o conjunto seguindo o estilo dos nossos armoriais de Quinhentos. 
É a parte artística o que mais interessa aos meus Confrades de "A Arte do Ex-líbris", em que este ex-líbris aparece em grande parte devido ao encorajamento do meu Amigo Sr. Artur Mário da Mota Miranda, alma da Revista, que julgou a minha aguarela digna de se tornar em ex-líbris. 
A interpretação heráldica aparece aqui a titulo explanatório e devo notar que não sendo as armas do 1.º Conde de Vila Real, no Contrato de 1431, descritas - mas apenas iluminadas - a sua interpretação está sujeita a controvérsia e há quem ponha suas objecções às que eu propus.
O que não me impede de a lançar a público pelo veiculo artístico que é o ex-líbris.
No escudo apresentam-se as armas da Casa de Vila Real (Meneses-Noronha), que foram as usadas pelos Condes de Paraty, desde a criação deste título, em 1813, na pessoa de D. Miguel Rafael António do Carmo de Noronha Abranches Castelo Branco, 3.º filho varão do 6.º Conde de Valadares, D. José Luís de Meneses. 
Os Condes de Valadares procedem da Casa de Vila Real e reivindicam a sua representação. Ao escudo da Casa de Vila Real foi acrescentado, embutido em ponta, o escudo dos Couceiros, da minha ascendência paterna. 
No escudo da Casa de Vila Real, nos 3.º e 5.º quartéis do escudo apresentado sobre o todo (que constitui as armas assumidas pelo 1.º Conde de Vila Real) foram substituídas as cores e esmaltes e os móveis representados na versão das armas da Casa de Vila Real que podemos chamar corrente, pois é a que tem sido seguida desde os grandes livros de armaria do Século XVI até aos nossos dias. "De oiro dois Lobos passantes e supostos de Púrpura", como ainda se lê na "Armaria Portuguesa", de Anselmo Braancamp Freire, é substituído por “de vermelho, duas onças passantes e sotopostas de oiro mosqueado de negro". E assim mesmo também o timbre da versão corrente - o leão nascente dos Noronhas - foi substituído pelo assumido pelo 1.º Conde de Vila Real: "Uma cabeça de onça de oiro mosqueado de negro, com sua pele formando o paquife e uma cabeça de Cervo sob a pele, com suas hastes de prata emergindo da pele".
Descrição técnica das armas representadas no ex-líbris:
— Esquartejado : o I e IV de prata, cinco escudetes de azul em cruz, cada um carregado de cinco besantes do campo, bordadura de vermelho, carregada de sete castelos de oiro; o II e III de vermelho, castelo de oiro, com portas, frestas e lavrado de azul, o campo mantelado de prata, com dois leões batalhantes de púrpura, armados e linguados de vermelho, bordadura de escaques de oiro e veiros de dezasseis peças; sobre o todo: cortado de um traço, partido de dois, o que faz seis quartéis: o I de azul, estoque de prata, empunhado de oiro; o II, IV e VI de oiro, quatro palas de vermelho; o III e V de vermelho, duas onças passantes e sotopostas de oiro, mosqueadas de negro; sobre o todo do todo, de oiro liso; e embutido em ponta de vermelho, três couceiras de prata postas em pala, entre dois leões assaltantes de oiro. Timbre: uma cabeça de onça de oiro mosqueada de negro, com sua pele formando o paquife e uma cabeça de cervo sob a pele, com suas hastes de prata emergindo da pele. Grito de guerra: Aleo Aleo.
— Estas armas representam as da Casa de Vila Real (Noronhas) tendo sobrepostas as assumidas pelo 1.° Conde de Vila Real, conforme estão pintadas no contrato de casamento de sua filha D. Beatriz com D. Fernando de Noronha e o primeiro quartel das últimas substituído pelo emblema da Capitania de Ceuta) tendo embutido em ponta as armas dos Couceiros.

## Obras publicadas

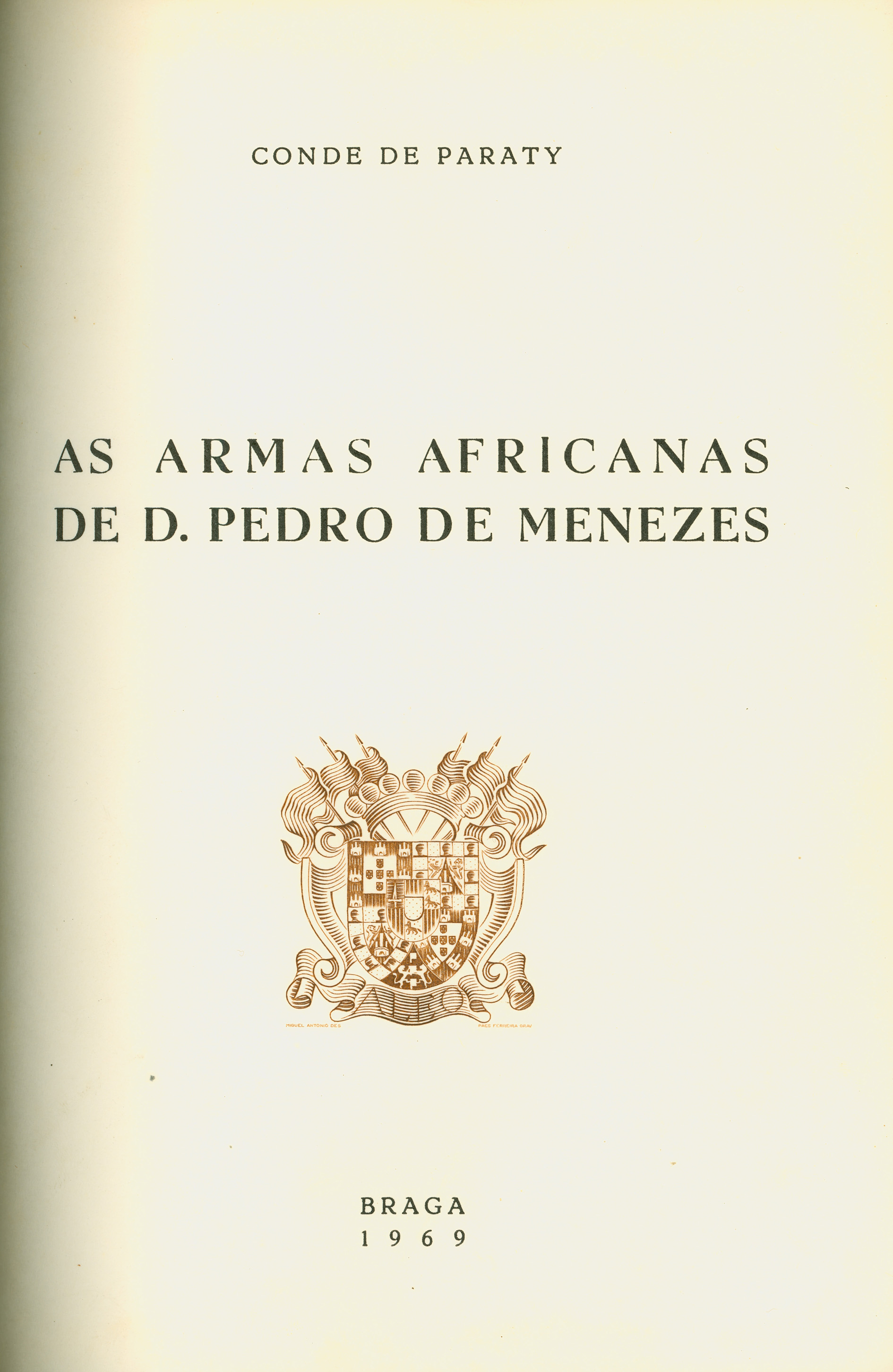
As Armas Africanas de D. Pedro de Meneses.

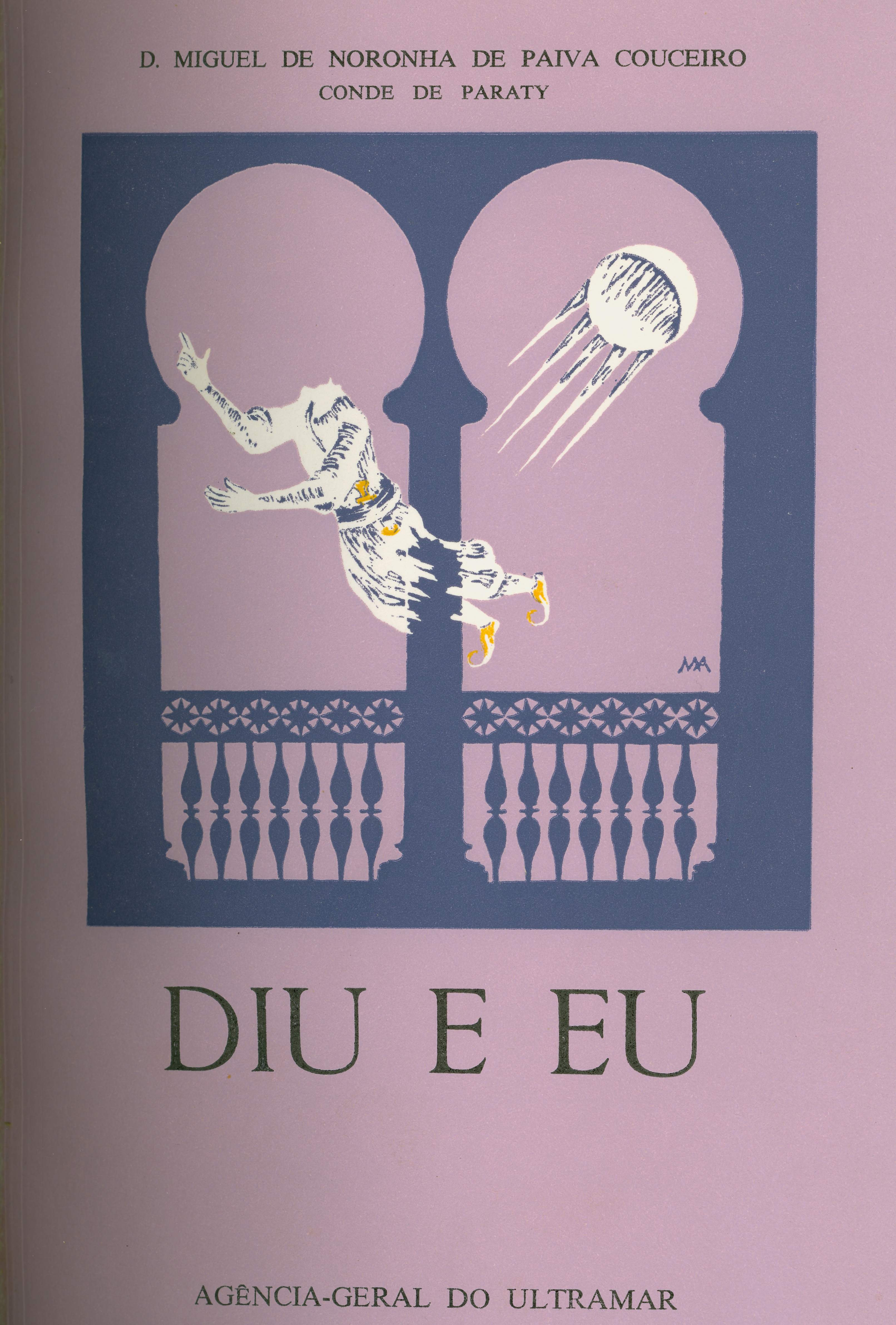
Diu e Eu.

Como escritor pode citar-se « Diu e Eu ». No seu prefácio, Miguel Pinto de Meneses diz: "livro de viagens, de memórias, de história no essencial dos seus apontamentos, na apreciação das lendas, religiões, ritos, castas e outras particularidades da vida social diurense". Vem ilustrado com 20 desenhos de sua autoria e termina com uma excelente receita de "Lulas à Coge Çofar". E também « As Armas Africanas de D. Pedro de Meneses », uma verdadeira enciclopédia sobre as origens e alianças das famílias Noronha e Menezes e respectivas descendências, de 924 até hoje. Além de numerosos artigos publicados no jornal “O Debate” e em vários jornais da imprensa Moçambicana.

## Obras publicadas sobre D. Miguel

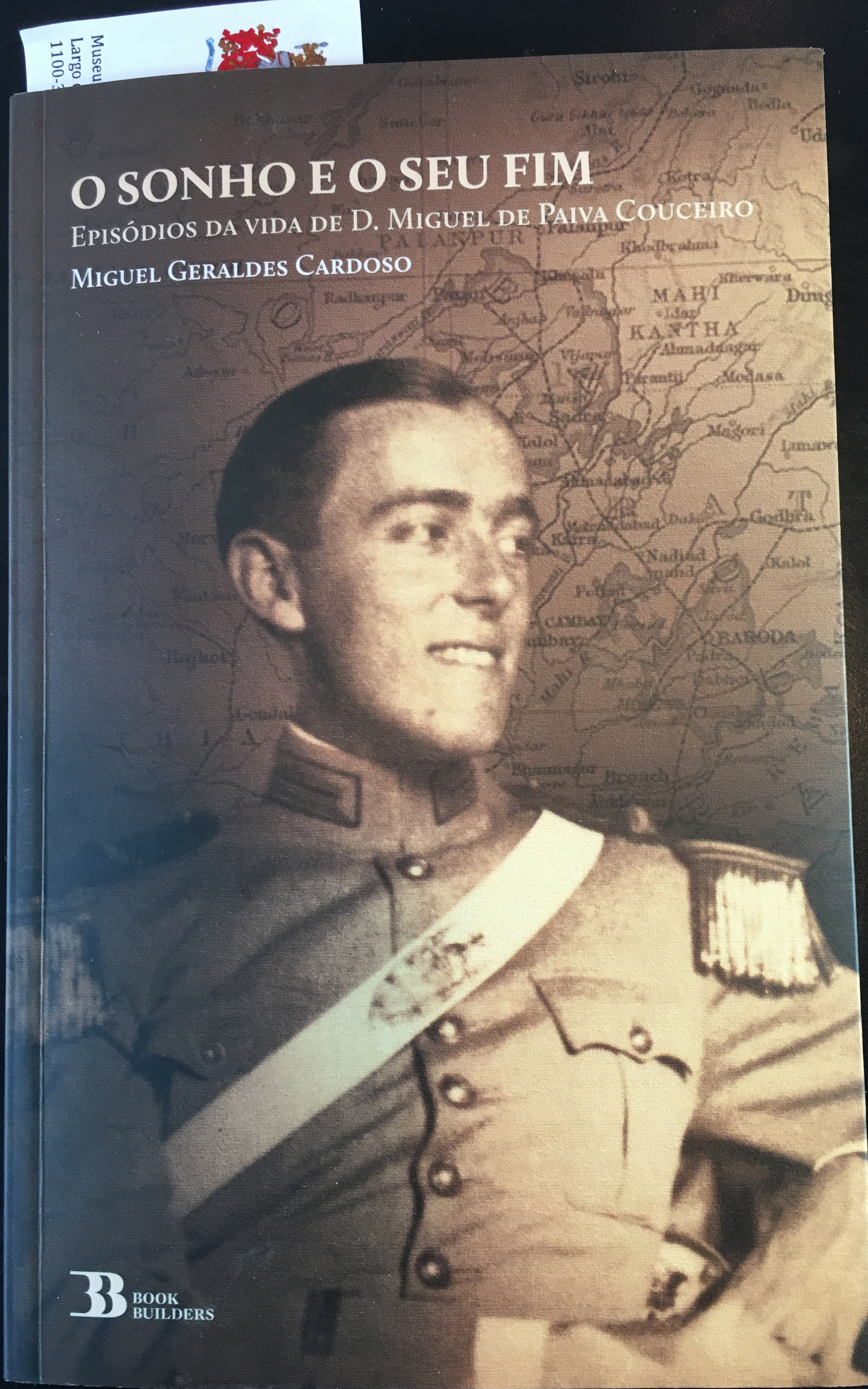
Cover of "O Sonho e o seu Fim"

"O Sonho e o Seu Fim - Episódios da vida de D. Miguel de Paiva Couceiro" - Autor: Miguel Geraldes Cardoso
Nota do autor: Ao lado dos nomes sonantes que são dados como os grandes realizadores (e às vezes os responsáveis por grandes catástrofes) há uma elite de gente, não preocupada em gravar o seu nome na pedra, mas em cumprir o que entendem como a sua missão. D.Miguel de Paiva Couceiro foi um homem assim: fiel ao que entendia certo, ao que a razão e o coração ditavam. Criado fora de Portugal, fez-se homem no seu País. Cedo, como militar, lhe são dadas responsabilidades no Ultramar, até chegar ao Governo do Distrito de Diu. Aí desenvolveu uma acção a todos os títulos notável tendo conseguido estabelecer, graças à sua inteligência e encanto pessoal, relações com o governo indiano e mais particularmente com ministro parente do próprio Mahatama Ghandi. A sua acção não teve continuidade e, como se diz no texto do livro “…É essa oportunidade perdida que mais toca na História do Senhor D. Miguel, que assim sendo é também nossa.”